# Tinea nesiastis
Tinea nesiastis är en fjärilsart som beskrevs av Edward Meyrick 1911. Tinea nesiastis ingår i släktet Tinea och familjen äkta malar. Inga underarter finns listade i Catalogue of Life.